# Un mari à prix fixe
Pour plus de détails, voir Fiche technique et Distribution.
Un mari à prix fixe est un film français réalisé par Claude de Givray, sorti en 1965.
Le film Un mari à prix fixe, sorti en 1965, est une nouvelle adaptation cinématographique du roman éponyme de Luisa-Maria Linares. Cette version fait suite à l'adaptation de 1942 réalisée par Gonzalo Delgrás, qui portait aussi le titre Un mari à prix fixe.

## Synopsis
Pour ne pas déplaire à sa riche famille, la charmante Béatrice, une enfant gâtée, demande à un jeune homme sympathique, Romain, rencontré en voyage, de se faire passer pour son tout nouveau mari. Mais il se trouve que l'aimable Romain est un voleur de bijoux, et tout se complique...

## Fiche technique
- Titre : Un mari à prix fixe
- Réalisation : Claude de Givray
- Scénario : Roger Hanin (sous le pseudonyme d'Antoine Flachot) d'après le roman éponyme de Luisa-Maria Linares, Un marido a precio fijo
- Photographie : Raymond Lemoigne
- Son : Jacques Gallois
- Musique : Michel Magne
- Montage : Denise Charvein
- Production : Christine Gouze-Rénal
- Pays d'origine : France
- Format : Noir et blanc - 35 mm - 2,35:1
- Genre : comédie
- Durée : 88 minutes
- Date de sortie : juillet 1965, Paris

## Distribution
- Anna Karina : Béatrice Reinhoff
- Roger Hanin : Romain de Brétigny
- Gabrielle Dorziat : Mme Reinhoff, mère
- Hubert Noël : Norbert Besson
- Gregor von Rezzori : Konrad Reinhoff
- Marcel Charvey : Me Luxeuil
- Marcelle Tassencourt : Gertrude Luxeuil
- Pierre Vernier : l'apiculteur
- Colette Teissèdre : Jeanne
- Christian de Tillière
- Michel Peyrelon
- Max Montavon
- Guy d'Avout
- Henry Gicquel

## Lieux de tournage
- Château de Rosny sur Seine, (Yvelines)
- Fort La Latte (Côtes-d'Armor)
- Auvers sur Oise [1](Val d'Oise)

## Appréciation critique
« Dans Un mari à prix fixe, la qualité essentielle de Claude de Givray me paraît être la fraîcheur du regard, la jeunesse du style. Traitant un sujet rebattu (une jeune fille fait jouer à un inconnu le rôle de son mari et finit par devenir amoureuse de lui), de Givray parvient, sinon à le renouveler, du moins à lui donner par moments une apparence de nouveauté, grâce à une sorte d'innocence et à une spontanéité qui nous préservent de tout académisme. De Givray fait « comme si » son histoire n'avait jamais été racontée avant lui. Il fonce tête baissée dans les traquenards et les lieux communs. Mais il passe à travers, sauvé par sa pétulance, sa bonne humeur et peut-être aussi par un brin de cynisme habilement camouflé en ingénuité. »

— Jean de Baroncelli, Le Monde, 7 août 1965